# انتونيو كاراتشيولو
انتونيو كاراتشيولو (29 يناير 1917 في إيطاليا - 7 مارس 2017) هو لاعب كرة قدم إيطالي في مركز الهجوم. لعب مع إنتر ميلان ونادي أسكولي ونادي برو فيرتشيلي ونادي تشيزينا ونادي سبال وAlma Juventus Fano 1906 ‏ وكوسينزا كالشيو وفيس بيزارو 1898 ‏ وايه سي فانفولا 1874 وCosenza Calcio 1914 ‏.